# Coenotephria corticalis
Coenotephria corticalis là một loài bướm đêm trong họ Geometridae.